# Marat Mułaszew
Marat Lenzowicz Mułaszew (ros. Марат Лензович Мулашев; ur. 7 stycznia 1968, Rosyjska FSRR) – rosyjski piłkarz, grający na pozycji napastnika, trener piłkarski.

## Kariera piłkarska

### Kariera klubowa
W 1989 rozpoczął karierę piłkarską w klubie Irtysz Omsk. Na początku 1992 został zaproszony przez trenera Anatolija Zajajewa do Tawrii Symferopol. 7 marca 1992 roku debiutował w Wyszczej Lidze w meczu z Torpedem Zaporoże (2:0). Ale już po 2 rozegranych meczach w marcu 1992 przeniósł się do rosyjskiego Rubin-TAN Kazań. W 1993 został piłkarzem Łucza Władywostok. W 1994 bronił barw Czernomorca Noworosyjsk. Na początku 1995 wrócił do Irtysza Omsk. W 2002 roku w wieku 34 lat zakończył karierę piłkarską w omskim zespole.

## Kariera trenerska
W 2003 rozpoczął naukę w Wyższej Szkole Trenerskiej, pracując równocześnie jako asystent w drużynie rezerw Irtysza Omsk. W latach 2005–2006 pomagał trenować Irtysz-1946 Omsk. Potem pracował z dziećmi w Szkole Piłkarskiej.

## Sukcesy i odznaczenia

### Sukcesy klubowe
- mistrz Rosyjskiej Pierwoj Ligi: 1994

### Sukcesy indywidualne
- król strzelców Rosyjskiej Wtoroj dywizji, strefy wschodniej: 22 goli (1996)